# Zabrachia annulifemur
Zabrachia annulifemur är en tvåvingeart som beskrevs av Enrico Adelelmo Brunetti 1920. Zabrachia annulifemur ingår i släktet Zabrachia och familjen vapenflugor. Inga underarter finns listade i Catalogue of Life.